# Anat Ma’or
Anat Ma’or (hebr.: ענת מאור, ang.: Anat Maor, ur. 28 maja 1945 w kibucu Negba) – izraelska działaczka społeczna wykładowca i polityk, w latach 1992–2003 poseł do Knesetu z listy partii Merec.

## Życiorys
Urodziła się 28 maja 1945 w kibucu Negba w stanowiącej brytyjski mandat Palestynie.
Służbę wojskową zakończyła w stopniu porucznika. Ukończyła zarządzanie zasobami ludzkimi oraz historię i filozofię na Uniwersytecie Telawiwskim. Pracowała jako wykładowca uniwersytecki, była też dyrektorem szkoły średniej.
Była aktywną działaczką ruchów obywatelskich Pokój Teraz (Szalom Achszaw) i Bat Szalom. W wyborach parlamentarnych w 1992 po raz pierwszy dostała się do izraelskiego parlamentu z listy Merecu. W trzynastym Knesecie była zastępcą przewodniczącego parlamentu. W kolejnych wyborach ponownie zdobyła mandat poselski, a w Knesecie czternastej kadencji przewodniczyła podkomisji ds. pozycji kobiet na rynku pracy. Z sukcesem kandydowała w wyborach w 1999, piętnastym Knesecie przewodniczyła parlamentarnej komisji nauki i technologii. W kolejnych wyborach utraciła miejsce w parlamencie.
Była autorką licznych publikacji prasowych.